# 1966 în informatică
Format:1966
- 1965 în informatică — 1966 în informatică — 1967 în informatică

1966 în informatică a însemnat o serie de evenimente noi notabile:

## Premiul Turing
- Alan Perlis: Pentru influența avută în domeniul tehnicilor de programare avansate și proiectării compilatoarelor